# Pháp quan thái thú
Pháp quan thái thú (tiếng Latinh: praefectus praetorio, tiếng Hy Lạp: ἔπαρχος/ὕπαρχος τῶν πραιτωρίων) là danh hiệu của quan chức cấp cao thời đế quốc La Mã. Ban đầu, một pháp quan đơn thuần chỉ mang nhiệm vụ chỉ huy đội cận vệ Praetoriani. Vào thời kỳ đầu, pháp quan là một chức vụ có ít quyền lực. Tuy nhiên, kể từ thời hoàng đế Tiberius, họ bắt đầu đảm nhiệm các trọng trách pháp lý và hành chính và rồi họ trở thành cánh tay của Hoàng đế. Vào cuối thời kỳ cổ đại (thế kỷ 4 đến 7) chức năng của một vị pháp quan cơ bản đã thay đổi. Năm 312 dưới thời Constantinus Đại đế, các Praefecti cơ bản đã đánh mất quyền lực về mặt quân sự. Trong quá khứ, đã quá nhiều lần họ lợi dụng sự giúp đỡ của đội cận vệ để can thiệp vào chính trị. Do đó Constantinus đã tước hết quyền hành quân sự của họ. Đội cận vệ Praetoriani, vốn trung thành với Maxentius - kẻ thù của Constantinus, nên đã bị giải tán. Thay vào đó, hoàng đế sử dụng các pháp quan vào các công việc dân sự thuần túy. Qua đó mà đội ngũ pháp quan trở thành bộ máy quản lý trung tâm của đế chế và cuối cùng đã phát triển thành cấp độ hành chính đầu tiên dưới quyền hoàng đế. Những pháp quan tiếp tục đảm nhận vai trò này cho đến thời Heraclius vào thế kỷ thứ 7, khi hoàng đế chủ trương cải cách tước giảm quyền lực và khiến quyền lực của họ chỉ còn nằm trong giới hạn tỉnh. Vào năm 690, chức vụ này (vốn trước đó chỉ còn để làm cảnh) biến mất vĩnh viễn.